# Franciszek Kowalewski
Franciszek Kowalewski (ur. 8 listopada 1885 w Poznaniu, zm. 13 grudnia 1964 w Poznaniu) – polski działacz socjalistyczny i związkowy, radny miasta Poznania w latach 1923-1933 z ramienia PPS, przewodniczący prezydium MRN w Poznaniu, z zawodu stolarz.

## Życiorys
Urodził się w Poznaniu w rodzinie robotniczej, syn Marcina Kowalewskiego i Katarzyny Dopierały. Po ukończeniu szkoły ludowej w Swarzędzu, przez 4 lata uczył się zawodu stolarza. W 1904 roku (w wieku 19 lat), został członkiem PPS zaboru pruskiego. Podczas I wojny światowej był sanitariuszem w niemieckiej armii na zachodnim froncie. Zetknął się tam z działaczami niemieckiej socjaldemokracji, co wpłynęło na rozwinięcie jego działalności w ruchu robotniczym.
W 1919 roku został sekretarzem w Wolnych Związkach Zawodowych w Poznaniu (wywodzących się od niemieckich związków zawodowych). Po wyjeździe do Bydgoszczy przewodniczącego poznańskich WZZ Tadeusza Matuszewskiego, stanął na czele tej organizacji. Był wówczas również członkiem Polskiej Partii Socjalistycznej, ale w wyniku konfliktu pomiędzy centralami związkowymi został z niej usunięty. W 1921 roku bezskutecznie kandydował do Rady Miasta Poznania z listy Wolnych Związków Zawodowych. Po odejściu z Rady Leona Szczepaniaka, wszedł na jego miejsce.
W 1922 roku wziął udział w założycielskiej konferencji Partii Niezależnych Socjalistów, gdzie został wybrany do Tymczasowego Komitetu Wykonawczego partii. W tym samym roku kandydował bezskutecznie z list tej partii do Sejmu w okręgu bydgoskim.
Po zjednoczeniu WZZ z klasowymi związkami kierowanymi przez PPS, został sekretarzem Rady Okręgowej Klasowych ZZ w Poznaniu (funkcję tę pełnił do 1939 roku). Powrócił również do PPS, gdzie był członkiem lokalnych władz partyjnych. Podobnie jak Stanisław Turtoń, Franciszek Kowalewski był zdecydowanym przeciwnikiem współpracy z KPP, reprezentował nurt reformistyczny w partii. Od stycznia 1925 do grudnia 1934 był radnym miejskim z ramienia PPS. Był również ławnikiem Okręgowego Sądu Pracy w Poznaniu oraz członkiem poznańskiej kasy chorych. W 1923 roku został aresztowany prewencyjnie po zamieszkach krakowskich. W 1928 roku kandydował do Senatu. W latach 1936–1937 pełnił funkcję Przewodniczącego Zarządu Głównego Centralnego Związku Robotników Przemysłu Budowlanego. Franciszek Kowalewski był jednym z członków założycieli Towarzystwa Miłośników Miasta Poznania im. Cyryla Ratajskiego.
W czasie okupacji hitlerowskiej pozostał w Poznaniu. Już we wrześniu 1939 roku zainteresowało się nim Gestapo. Franciszek Kowalewski w tym czasie zatrudnił się w niemieckiej firmie stolarskiej. Niemcy, którzy od dłuższego czasu poszukiwali go, zdziwili się bardzo, kiedy okazało się, że wykonuje prace stolarskie w poznańskiej siedzibie Gestapo. W czasie przesłuchania oficerowie dali mu jasno do zrozumienia, że nie może rozpoczynać działalności konspiracyjnej.
Po wyzwoleniu Poznania w 1945 roku, z jego inicjatywy powstał Miejski Komitet Robotniczy PPS w Poznaniu, którego został przewodniczącym. Tego samego roku został I wiceprzewodniczącym Wojewódzkiego Komitetu Robotniczego i członkiem Rady Naczelnej PPS. Mimo sprzeciwów członków PPR (z powodu niechęci Kowalewskiego do komunistów), został członkiem Miejskiej Rady Narodowej w Poznaniu, a później zastąpił Zygmunta Piękniewskiego na stanowisku przewodniczącego rady. W 1948 roku został wyrzucony z partii, za brak poparcia dla zjednoczenia PPS z PPR. Od 1949-1951 pracował jako stolarz na terenach MTP. W roku 1951 w wyniku stalinowskich represji, został aresztowany i skazany na 8 lat więzienia. Po czterech latach wyszedł z więzienia warunkowo.
Zmarł w 1964 roku. Został pochowany na Cmentarzu Junikowskim.

## Życie prywatne
Jego żoną była Maria zd. Pawelczak, z którą miał szóstkę dzieci.